# Партха Пратим Мајумдер
Партха Пратим Мајумдер (Калачадпара, 18. јануар 1954) је пантомимичар из Бангладеша, који је „претеча” уметности пантомиме у Бангладешу.
Рођен је 18. јануара 1954. године у области Пабне у северозападном делу земље. Партха је отишао у Француској почетком осамдесетих година 20. века у оквиру програма стипендирања и обука код Марсеја Марзо. Од тада је радио у неколико земаља широм света, заслуживши међународно признање. Био је, 2010. године, награђен наградом „Екусхеј Педак”, једном од виших грађанских награда у Бангладешу.

## Детињство и младост
Парта је рођен у породици Химангшу Кумар Бишваш и Шушрика Бишваш у Калачадпра у Пабне округу, који је тада био део Источног Пакистана. Парта је касније усвојен од стране Устад Барин Мајумдер и Ила Мајумдер. Пошто је добио основно образовање на годишњицу школе, он је био послат у Чанданнагаре у Индији и уписао школу „Др Шитол Прасад Гхосх Идеал”. Тамо је упознао Јогеш Дута, Индијски pantomimiчар и занео се пантомимом. Између 1966. и 1972. године је студирао у Јогеш Дута пантомимичарској Академији и стекао основно знање о уметности. У међувремену, Бангладеш је постала независна држава после „Деветомесечног рата” и Парта се вратио у своју земљу. У 1972. години, он је био примљен од стране јавног музичког колеџа у Даке пре него је дипломирао 1976. године.

## Каријера
Парта је почео своју каријеру 1970—их година певањем и понекад глумећи у неким телевизијским и радио програмима. Његова кратијера је кренула  1979. године. његов соло наступ у Shilpakala Академије је импресионирао тада француског амбасадора у Даки,  Лоиц Моро и директора Аллианце Францаисе, Жерар Гроусе, који му је предложио стипендију  1981. години, да би добио стручно оспособљавање из области понтомиме под француским пантомимичаром Етјен Декрокс. Он је тада упознат са Марсеја Марзо, који га је тренирао  од 1982 до 1985. године.  1986. години Парта је извео соло наступ под називом Речник Падма у УНЕСКО седиштеу у Паризу, који је био први наступ пантомимичара у центру Светске баштине. 1994. године је написао кореографију и сценографију за "ноћна мора" , која је била прва драмска пантомима у вези злостављања деце која је одржана у Јужној Азији.

## Награде и звања
- Мастер пантомиме – Пантомимичарски Институт Индије, 1987
- Господар света –  Удружење новинара Малезије, 1987
- Молиере награда – професионални и уметнички театар и асоцијација, 2009
- Мунье Цхоудхури Награда – 2009
- Ekushey Padak – влада Бангладеша, 2010
- Кавалером Реда уметности и грациозан литературе – Влада Француске, 2011